# تبخیر

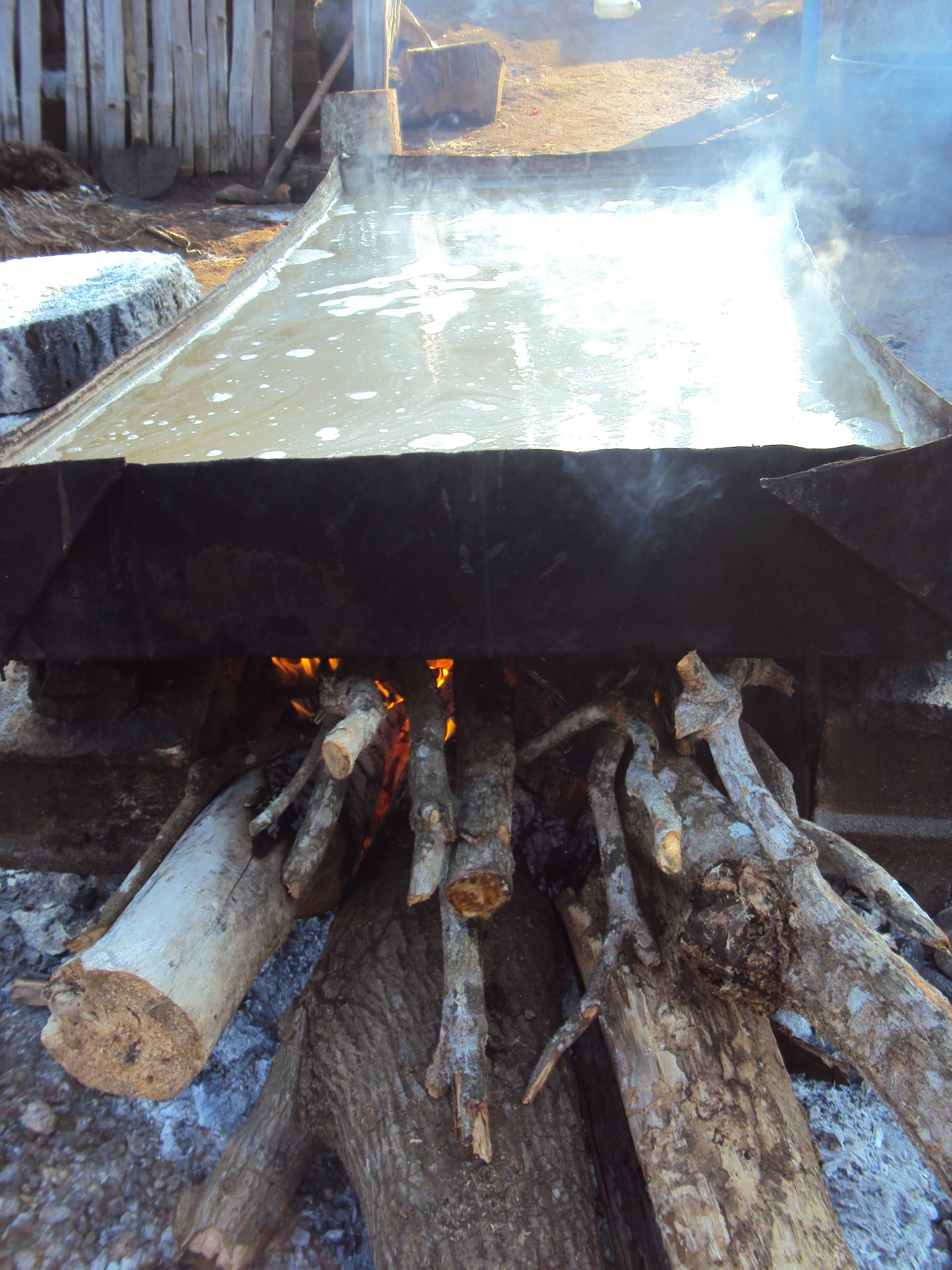
تبخیر آب به روش سنتی و با استفاده از کنده و آتش.

فرایند تبدیل مایع به بخار را تبخیر یا بُخارِش (به انگلیسی: Vaporization) گویند. تبخیر فرایند عکس میعان است.
در تبخیر، به دلیل گرما دادن به مایع، جنب و جوش مولکول/اتم‌های ماده افزایش می‌یابد لذا فاصله میان مولکول/اتم‌های ماده افزایش می‌یابد؛ بنابراین حجم ماده نیز افزایش می‌یابد و بخار می‌شود.

## محاسبهٔ تبخیر
محاسبهٔ تبخیر از دو لحاظ حائز اهمیت است:
1. از آن جایی که تبخیر آب از سطح رودخانه‌ها، دریاچه‌ها و مخازن سدها باعث تلفات آب می‌شود لازم است مقدار آن محاسبه شود.
2. تبخیر-تعرق در درون حوضه‌های آبریز یکی از اجزای چرخهٔ آب شمرده می‌شود و برآورد میزان آبی که در طرح‌های آبیاری به مصرف کشاورزی می‌رسد نیز بر اساس تبخیر-تعرق انجام می‌شود. ابعاد شبکه‌های آبیاری تابع مستقیمی از مقدار و زمان مصرفی است که به صورت تبخیر-تعرق وارد جو می‌شود.

## نحوه محاسبه تبخیر
محاسبه تبخیر و تعرق پتانسیل به روش فائو-پنمن-مانتیث
روش‌های مختلفی برای محاسبه تبخیر و تعرق گیاه مرجع پیشنهاد شده است که هر کدام از نظر داده‌های مورد نیاز تا حدودی با یکدیگر تفاوت دارند. فائو در سال ۱۹۹۸(نشریه ۵۶)، روش فائو-پنمن – مانتیث را به عنوات روش استاندار برآورد تبخیر و تعرق گیاه معرفی نمود (حیدر پور و همکاران، ۱۳۸۶ هـ ش).
در این مطالعه به منظور برآورد مقدار تبخیر و تعرق گیاه مرجع به روش فائو-پنمن-مانتیث از رابطه زیر استفاده می‌کنیم.
〖ET〗_۰=(۰٫۴۰۸∆(R_n-G)+γ[890/(T+273)]U_2 (e_a-e_d))/(∆+γ(1+0.34U_۲))
که در آن:
〖ET〗_۰: تبخیر و تعرق گیاه مرجع(mm/day)
R_n: تابش خالص در سطح پوشش گیاهی (MJm^(-2) d^(-1))
T: میانگین دمای هوا (بر حسب C)
U_2: سرعت باد در ارتفاع ۲ متری (متر بر ثانیه)
e_a-e_d: کمبود فشار بخار در ارتفاع ۲ متری(KPa)
∆: شیب منحنی فشار بخار(KPaC^(-1))
γ: ضریب رطوبتی (KPaC^(-1))
G: شار گرما به داخل خاک (MJm^(-2) d^(-1)) می‌باشد.

## تبخیر از سطح پوشیده از برف
به میزان تبخیر از برف موجود بر سطح می‌گویند که می‌توان آن را کم شدن ارتفاع برف موجود نیز نامید.
با توجه به دمای بسیار پائین محیطی که در آن برف باریده است و در پی آن بر روی زمینی هموار یا ناهموار نشسته است و هم چنین بالا بودن رطوبت نسبی هوا و هم چنین انعکاس شدید نور خورشید از سطح سفید برفی که تابش خالص خورشید را که با Rn نشان می‌دهند کم می‌کند باعث کندی و نامشخص بودن میزان تبخیر می‌شود.

## جدول
| بهاز   | جامد   | مایع  | گاز      | پلاسما |
| ------ | ------ | ----- | -------- | ------ |
| جامد   |        | ذوب   | تصعید    |        |
| مایع   | انجماد |       | تبخیر    |        |
| گاز    | چگالش  | میعان |          | یونش   |
| پلاسما |        |       | بازترکیب |        |